# Cole McKinnon
Cole McKinnon (* 29. Januar 2003 in Cambuslang) ist ein schottischer Fußballspieler, der bei den Glasgow Rangers unter Vertrag steht.

## Karriere

### Verein
Cole McKinnon spielt seit seiner Kindheit bei den Glasgow Rangers. Am 29. September 2020 erhielt das Eigengewächs aus der Jugendakademie eine Vertragsverlängerung bei den „Rangers“ bis 2022. Ab März 2021 wechselte er für den Rest der Saison 2020/21 auf Leihbasis zum damaligen schottischen Drittligisten FC East Fife. Sein erster Einsatz war bei einem 3:1-Auswärtssieg gegen den FC Clyde am 20. März 2021. Er bestritt während seiner Leihe neun Ligaspiele und ein Spiel im schottischen Pokal gegen Greenock Morton für die „Fifers“. McKinnon gab sein Debüt für die „Rangers“ am letzten Spieltag der Scottish Premiership 2021/22 am 14. Mai 2022, als er in der 60. Minute für Aaron Ramsey eingewechselt wurde. Beim 3:1-Sieg gegen Heart of Midlothian erzielte er das letzte Tor des Spiels.
Für die Rückrunde der Saison 2024/25 wurde er an Ayr United verliehen.
Seinen im Sommer 2025 auslaufenden Vertrag bei den Glasgow Rangers verlängerte er um weitere drei Jahre.

### Nationalmannschaft
Cole McKinnon absolvierte im Jahr 2018 fünf Länderspiel in der schottischen U16-Nationalmannschaft. Seit 2021 spielt der zentrale Mittelfeldspieler in der U19-Nationalmannschaft.